# Yves Le Blevec

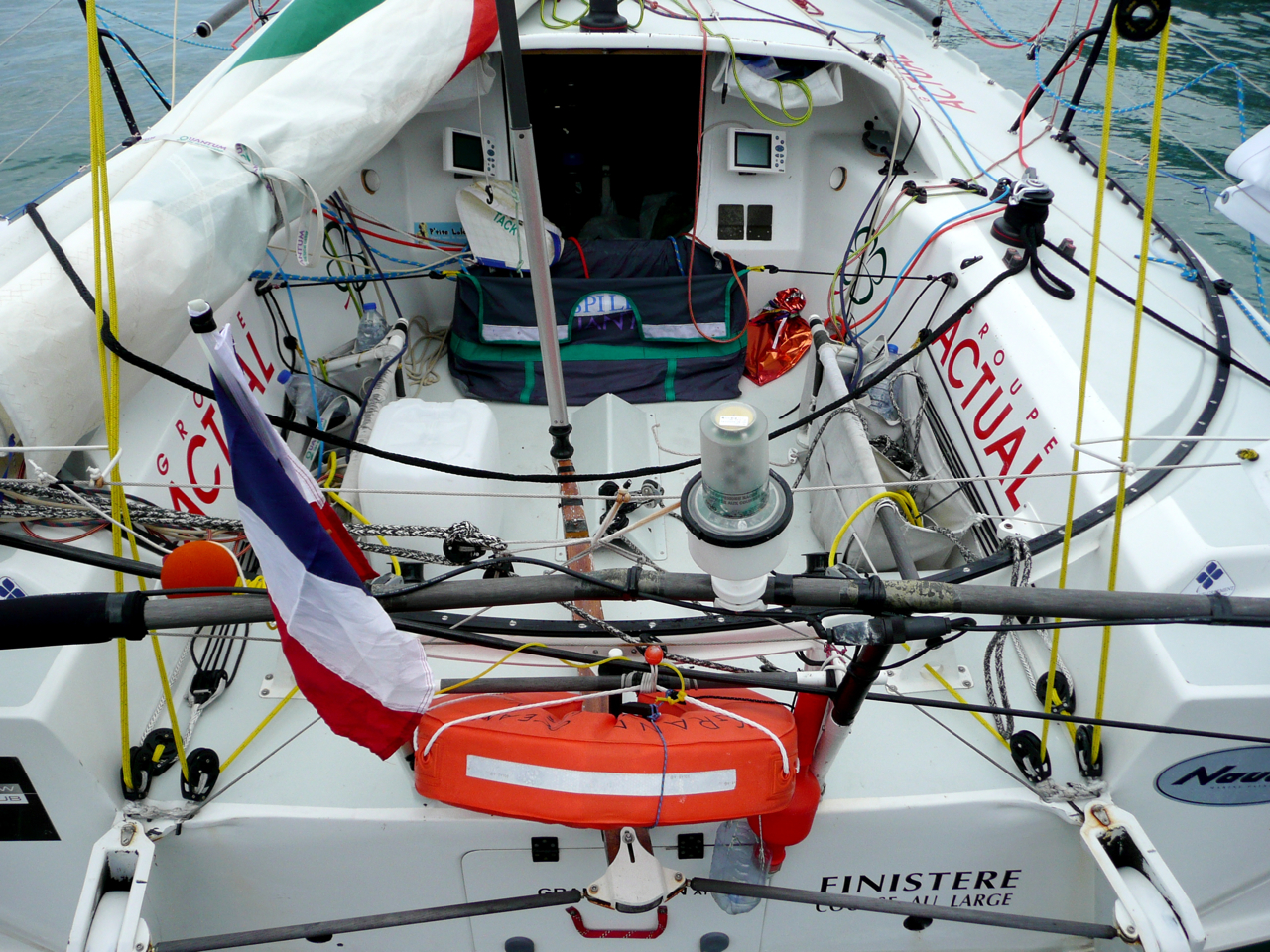
Le cockpit du 6.50 de Yves Le Blevec à l'arrivée de la Transat 6.50 à Salvador de Bahia en 2007.

Yves Le Blevec, né à Palaiseau (Essonne), le 15 juillet 1965, est un navigateur et skipper professionnel français spécialisé dans la course au large.

## Biographie
Originaire de la banlieue parisienne, Yves Le Blevec déménage à La Rochelle et entre, après son baccalauréat, dans le milieu de la voile en tant qu'apprenti-ouvrier sur un chantier naval rochelais ainsi que moniteur de voile.
Il débute dans la course au large en 2001 durant laquelle il remporte en classe Mini le classement annuel par point, de l'Open Demi-Clé et de la Transgascogne ainsi que sa place de cinquième lors de la Transat 6.50.

### 2002-2004 trophée Jules Verne et records avecOrange
En 2002, il remporte le trophée Jules-Verne sur le maxi-catamaran Orange aux côtés de Bruno Peyron en 64 jours 8 heures 37 minutes et 24 secondes[réf. nécessaire].
Il navigue l'année 2004  sur Orange II en quête de records : il parvient à obtenir le record de distance en 24 heures soit 705 milles nautiques et le record de Marseille-Carthage en 17 heures 56 minutes et 33 secondes[réf. nécessaire].

### 2005 classe Mini
En 2005, il navigue à la fois en classe Mini et en Maxi, et remporte à nouveau le trophée Jules-Verne en 50 jours, 16 heures, 20 minutes et 4 secondes[réf. nécessaire].
Il gagne la Mini Barcelona en 2006 et la Chrono de l'île de Groix et court avec Sébastien Josse sur ABN AMRO Two[réf. nécessaire].
En 2007 il enchaîne les victoires en classe Mini de la Demi-Clé 6.50, du trophée Marie-Agnès-Péron, de la Chrono de l'île de Groix, de la trans Gascogne et de la Transat 6.50 La Rochelle-Salvador de Bahia[réf. nécessaire].
Il gagne avec Franck-Yves Escoffier la Transat Québec-Saint-Malo 2008, ainsi que le Challenge de Printemps, le Spi Ouest France et le Challenge d'Automne la même année[réf. nécessaire].

### 2009-2014 classe Multi50
Depuis juin 2009, Yves Le Blevec court en classe Multi50. Lors de la Transat Jacques-Vabre 2009 il navigue avec Jean Le Cam. À la tête de la course après quelques heures de course le bateau chavire inexplicablement au large de Cherbourg[réf. nécessaire]. Il remporte toutefois le trophée Prince-de-Bretagne, le Challenge de Printemps et le Grand Prix de l'École navale[réf. nécessaire].
En 2010, sur son trimaran Actual, il gagne le Grand Prix de Douarnenez, le tour de Belle-Île en 3 h 24 min 52 s en battant ainsi le record précédent, et la Vendée-Saint-Pétersbourg en 15 h 29 min 25 s.
Il est ensuite engagé dans la Route du Rhum 2010 toujours sur Actual,, durant laquelle une collision avec un OFNI met fin à ses rêves de victoire. Le Blevec réussit néanmoins à ramener le bateau à bon port et préserver la suite du programme du trimaran[réf. nécessaire].
En 2011, il participe à la Transat Jacques Vabre avec Samuel Manuard. Ensemble, ils s’imposent dans la catégorie Multi50.
En 2013, lors d'un parcours en équipage entre Valence, Lisbonne, Dublin, Plymouth et Roscoff, l’équipage d’Actual perd lors de la dernière étape de la Route des Princes pour 1,5 point au classement général[réf. nécessaire]. En novembre 2013, Yves le Blévec à bord d'Actual embarque Kito de Pavant. Ensemble ils prennent la 2e place du classement des Multi50 en franchissant la ligne après 14 jours 22 heures 47 minutes et 30 secondes[réf. nécessaire].
En 2014, Yves participe à la Route du Rhum au départ de Saint-Malo et en direction de la Guadeloupe[réf. nécessaire]. Il mène la flotte des Multi50 mais doit s'arrêter à deux reprises à cause d'un dysfonctionnement de l'électronique. Yves conclu la Route du Rhum par une 4e place, 25 minutes après le troisième, Gilles Lamiré (Rennes Métropole - Saint Malo agglomération). Le skipper Trinitain termine la Route du Rhum après 12 jours 11 heures 10 minutes et 18 secondes de course. Ce sera la fin du cycle en Multi50.

### 2015Actual Ultim
Le Groupe Actual maintient sa confiance à le Blevec sur un nouveau voilier : le trimaran de 100 pieds, Actual Ultim (ex Sodebo). Avec celui-ci Yves prend le départ de la Transat Jacques Vabre. À la suite de la casse du vérin de hauban tribord le skipper d'Actual, épaulé de Jean-Baptiste Le Vaillant, est contraint à l’abandon après six jours de course.
Pour 2016, Yves le Blevec prend la troisième place de sa première transat en solitaire, la Transat anglaise.
En 2017, il s'attaque au record du tour du monde à l'envers, mais chavire juste avant le cap Horn et doit abandonner son bateau, qui sera perdu.

### 2019Actual Leader
Grâce au soutien de son partenaire Actual group, devenu Actual Leader group, et de sa relation de confiance avec Samuel Tual, il rachète fin 2018 le trimaran de Thomas Coville, ex Sodebo 2 qui devient Actual Leader, avec lequel il prend, en décembre 2019, la troisième place de Brest Atlantiques avec Alex Pella, et Ronan Gladu (Mediaman).
En août 2020, le trimaran Macif est racheté par Actual Leader et basé à La Trinité-sur-Mer pour être skippé par Yves Le Blevec. Le 7 novembre 2021, ce dernier prend le départ de la Transat Jacques-Vabre 2021 avec Anthony Marchand comme co-skipper.

## Palmarès
- 2022 sur Actual Ultim 3 :
  - 5e de la Route du Rhum en 8 j, 15 h, 49 m et 1 s[14]
- 2021 sur Actual Ultim 3 :
  - 4e de la Transat Jacques Vabre avec Anthony Marchand en 18 jours, 10 heures, 19 minutes et 15 secondes
  - 2e de la Rolex Fastnet[15]

- 2019 sur Actual Leader : 
  - 3e de la Brest Atlantiques avec Alex Pella

- 2017 sur Actual :
  - 2e du Tour de Belle Île[16]
  - 3e de l'Armen Race[17]

- 2016 :
  - vainqueur du Spi Ouest France sur Actual (Mach 6.50)
  - 3e de la Transat anglaise sur Actual en 10 jours, 12 heures, 15 minutes et 59 secondes[6]
  - 1er Voiles de la Baie (Ultim)

- 2014 :
  - 2e Spi Ouest France Intermarché sur Actual (Mach 6.50)
  - 3e Grand Prix Guyader sur Actual (Multi50)
  - 2e Tour de Belle-Ile sur Actual (Multi50)
  - 1er Armen Race sur Actual (Multi50)
  - 3e Trophée Prince de Bretagne sur Actual (Multi50)
  - 4e Route du Rhum sur Actual (Multi50) en 12 jours, 11 heures, 10 minutes et 18 secondes

- 2013 :
  - 2e Armen Race sur Actual (Multi50)
  - 2e Spi Ouest France Intermarché sur Actual  (Mach 6.50)
  - 3e Route des Princes sur Actual (Multi50)
  - 2e Transat Jacques Vabre avec Kito de Pavant sur Actual (Multi50)

- 2012 :
  - 1er Défi du Prince sur Actual (Multi50)
  - 1er Estuaire Challenge sur Actual (Multi50)

- 2011 :
  - 1er Transat Jacques Vabre avec Samuel Manuard, sur Actual (Multi50)
  - 3e du Trophée du Port de Fécamp sur Actual (Multi50)

- 2010 :
  - 1er Grand Prix de Douarnenez sur Actual (Multi50)
  - 1er Tour de Belle Ile sur Actual (Multi50) - Record de l’épreuve
  - 1er Vendée – Saint Pétersbourg en équipage sur Actual (Multi50)
  - Route du Rhum : Abandon sur Actual (Multi50)

- 2009 :
  - 1er Trophée Prince de Bretagne - Saint Quay Portrieux sur Actual (Multi50)
  - Transat Jacques Vabre avec Jean Le Cam : Abandon sur Actual (Multi50)

- 2008 :
  - 1er Transat Québec – Saint Malo (à bord de Crêpes Whaou)

- 2007 :
  - 1er Transat 6.50 La Rochelle – Salvador de Bahia sur Actual (Mini 6.50)
  - 1er Transgascogne en solitaire Proto, sur Actual (Mini 6.50)[18]

- 2006 :
  - Deux étapes de la Volvo Ocean Race
  - 1er Trophée Marie-Agnès Péron

- 2005 :
  - Trophée Jules-Verne à bord d’Orange II, en 50 j 16 h 20 min

- 2003 :
  - 24e Solitaire du Figaro

- 2002 :
  - Trophée Jules-Verne à bord d’Orange II, en 64 j 8 h 37 min

- 2001 :
  - 1er Transgascogne 6,50, en solitaire Proto, sur Actual interim[19]
  - 5e Transat 6.50 La Rochelle - Salvador de Bahia